# Jakobethanischer Stil

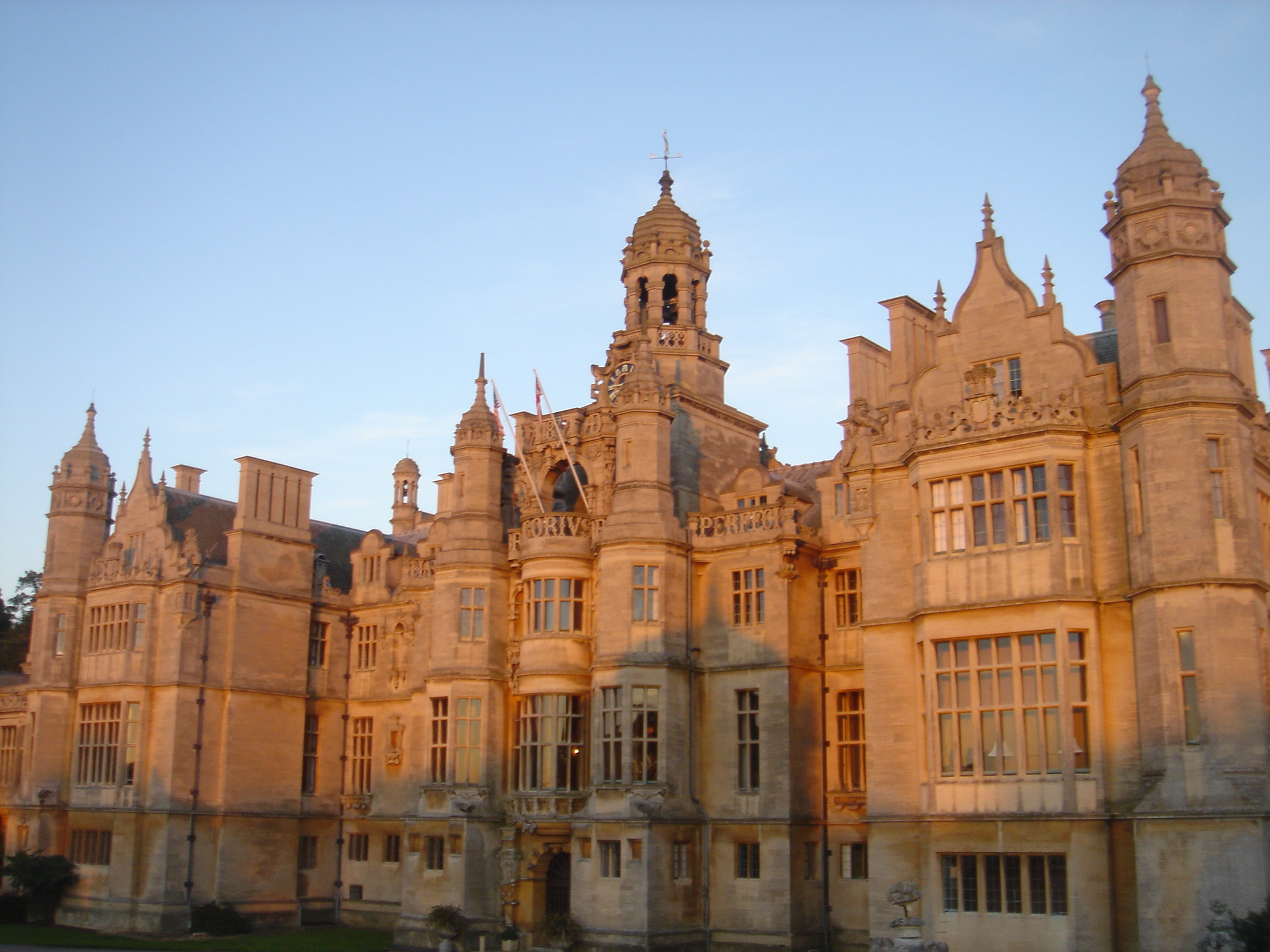
Anthony Salvins Harlaxton Manor, 1837–1855, definiert die jakobethanische Architektur.

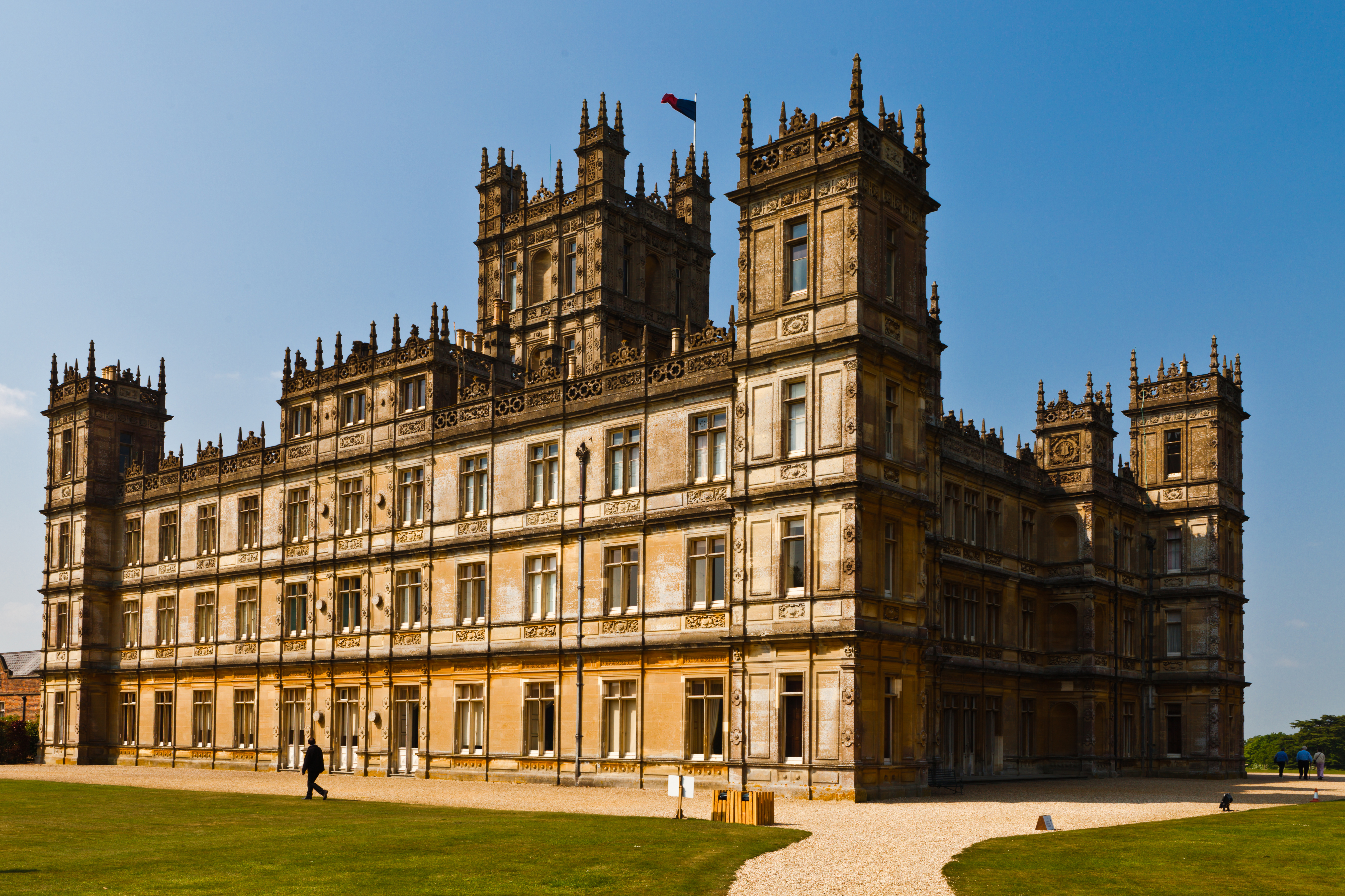
Highclere Castle, bekannt aus der Fernsehserie Downton Abbey, ist ein anderes Beispiel für die jakobethanische Architektur.

Der jakobethanische Stil wurde 1933 von John Betjeman definiert, um eine britische Neorenaissance-Architektur zu beschreiben, die Ende der 1820er-Jahre in England populär war und ihre Inspiration und ihre Stilelemente hauptsächlich aus den englischen Renaissancebaustilen der elisabethanischen und jakobinischen Architektur bezog. Betjeman definierte den Stil ursprünglich folgendermaßen:
The style in which the Gothic predominates may be called, inaccurately enough, Elizabethan, and the style in which the classical predominates over the Gothic, equally inaccurately, may be called Jacobean. To save the time of those who do not wish to distinguish between these periods of architectural uncertainty, I will henceforward use the term „Jacobethan“. (dt.: Der Stil, in dem die Gotik vorherrscht, kann – sehr ungenau – elisabethanisch genannt werden, und der Stil, in dem die Klassik noch vor der Gotik vorherrscht, – ebenso ungenau – jakobinisch. Um denen Zeit zu sparen, die nicht zwischen diesen Perioden der architektonischen Unsicherheit unterscheiden wollen, werde ich künftig den Begriff „jakobethanisch“ verwenden.)
Dieser Begriff wurde weiterhin von Kunsthistorikern verwendet. Timothy Mowl versichert in The Elizabethan and Jacobean Style aus dem Jahre 2001, dass der „jakobethanische“ Stil die letzte Ausgeburt eines nativen Genius repräsentiert, der von dem sklavischen Anhängen an den europäischen, barocken Geschmack erstickt wurde.

## Architektur
In der Architektur sind abgeflachte, gespitzte Tudorbögen, leichtere Steinstäbe um Fenster und Türen, gemeißelte Detaillierungen im Ziegelmauerwerk, steile Dachgiebel, oft auch Terracottaziegelmauerwerk, Balustraden und Brüstungen, Pfeiler, die Terrassen stützen und hohe Kamine, wie im elisabethanischen Stil, charakteristisch. Beispiele für diesen Baustil sind das Harlaxton Manor in Lincolnshire, Mentmore Towers in Buckinghamshire und Sandringham House in Norfolk.

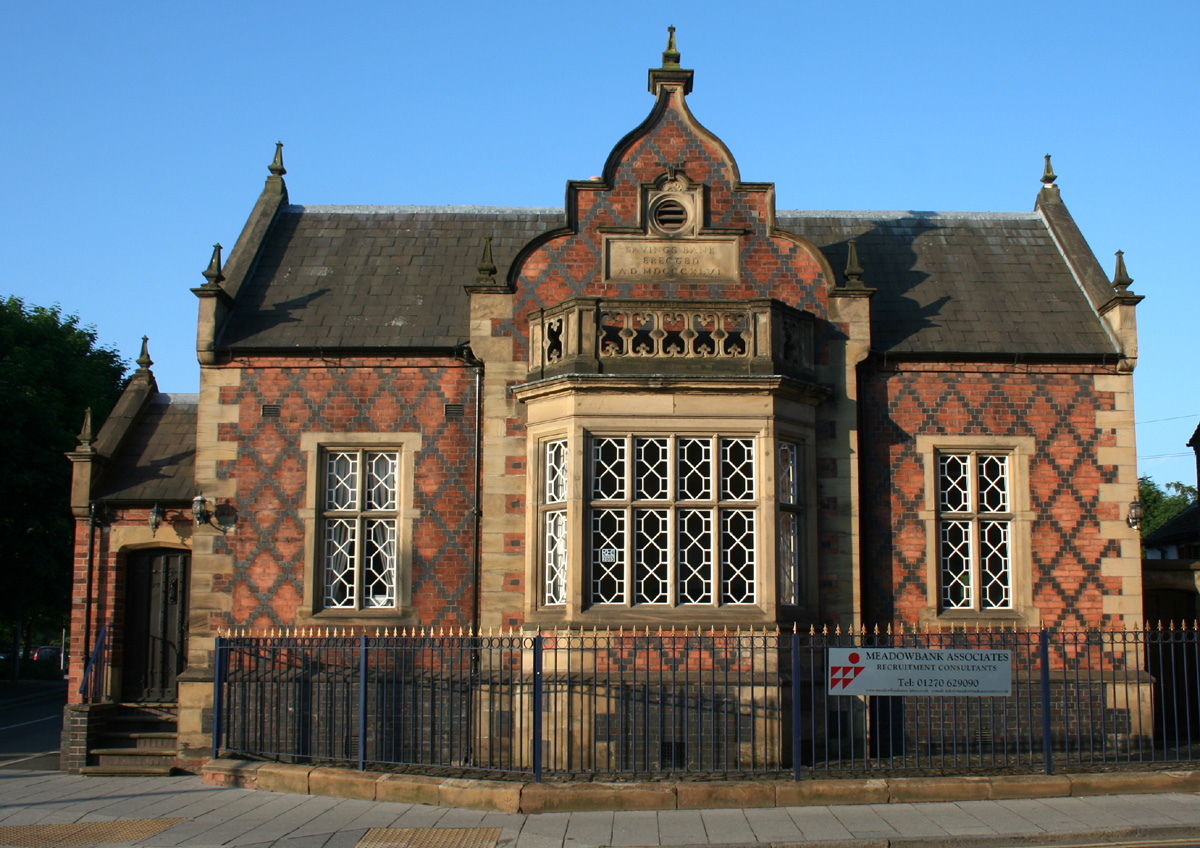
Frühere Savings Bank, 39 Welsh Row, Nantwich, im jakobethanischen Stil

In der Ausschreibung für das neue Parlamentsgebäude in London im Juni 1835 gab man entweder den neogotischen oder den elisabethanischen Baustil auf. Der neogotische Baustil war als britischer Nationalstil damals noch keineswegs besiegelt, auch nicht für die größten und bekanntesten Bauvorhaben. So führte die Ausschreibung gleichzeitig die Möglichkeit eines „neoelisabethanischen“ Stils ein. Von den 97 eingereichten Vorschlägen bezeichneten sich sechs als „elisabethanisch“.
Im Jahre 1838, als der neogotische Baustil im Vereinigten Königreich schon gut eingeführt war, veröffentlichte Joseph Nash, der im Architekturbüro von A.W.N. Pugin im Entwurf gotischer Details ausgebildet worden war, auf eigene Rechnung das lithografierte Album Architecture of the Middle Ages: Drawn from Nature and on Stone. Auf der Suche nach einer Fortsetzung erweiterte Nash sein Angebot altertumsforscherischer Themen mit seiner nächsten Lithografie-Serie namens The Mansions of England in the Olden Time 1839–1849. Dort illustrierte er Herrenhäuser im Tudorstil und im jakobinischen Stil genau, außen wie innen, machte sie mit Möblierungen und Bewohnern in Halskrausen und Verdugados lebendig, also zu einer Quintessenz von „Merrie olde England“. Ein Textband begleitete den vierten und letzten Lithographieband 1849, aber Nashs pittoreske Illustrationen machten den Stil populär und schufen einen Bedarf an Variationen der englischen Renaissance, die die Essenz des wiederauflebenden „jakobethanischen“ Vokabulars war.

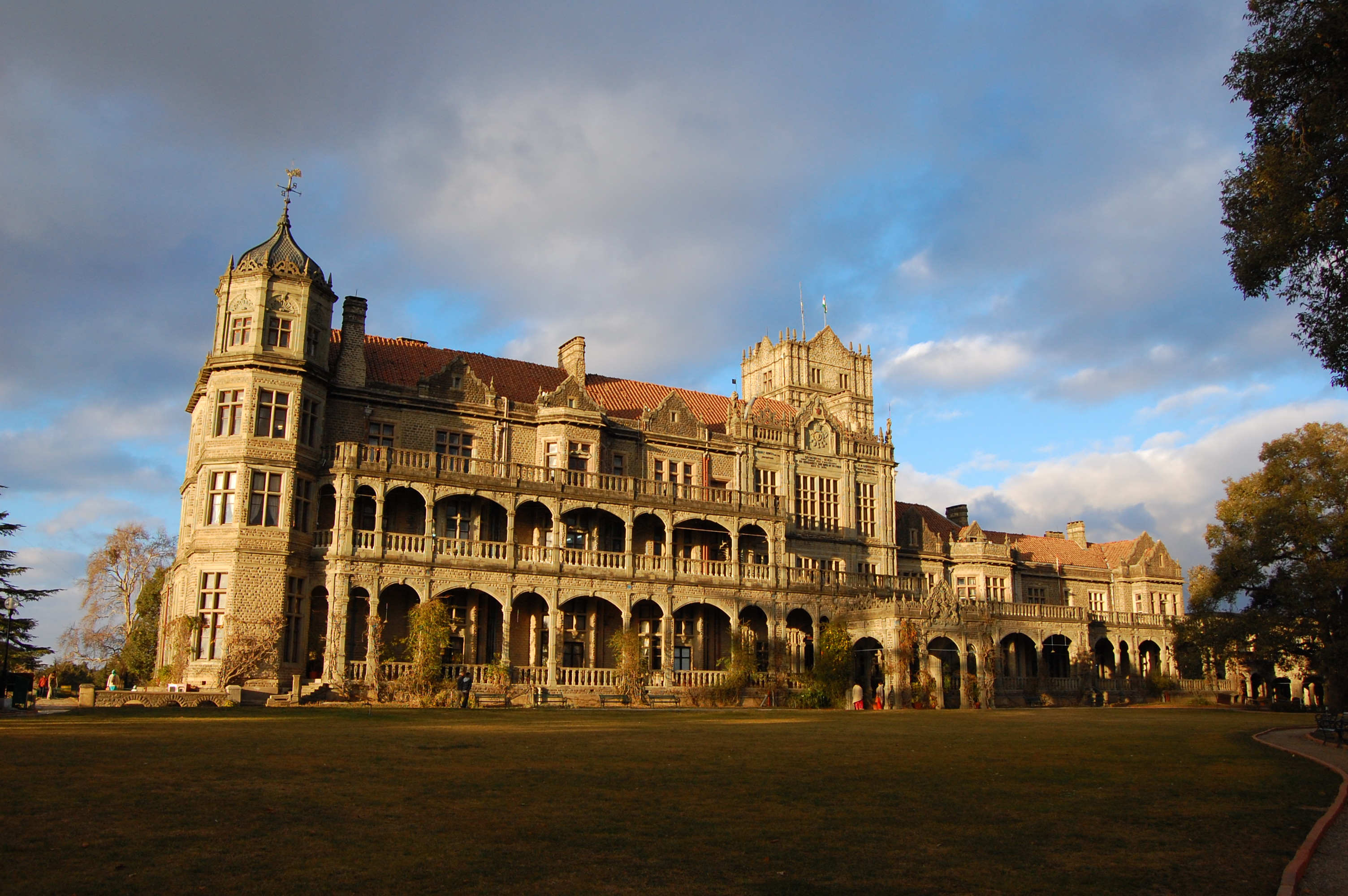
Rashtrapati Niwas in Shimla, die frühere Residenz des Vizekönigs, erbaut 1888 im jakobethanischen Stil

Zwei junge Architekten, die schon Gebäude im jakobethanischen Stil planten, waren James Pennethorne und Anthony Salvin, die beide später zum Ritter geschlagen wurden. Salvins Harlaxton Manor bei Grantham (Lincolnshire), dessen erste Bauabschnitte 1837 fertiggestellt wurden, ist ein gutes Beispiel, das diesen Baustil geradezu definiert.
Der jakobethanische Neustil überlebte das Ende des 19. Jahrhunderts und wurde für die ersten 20 Jahre des 20. Jahrhunderts Teil des Repertoires professioneller Bauleute. Neben seiner Ursprungsregion, dem Vereinigten Königreich, wurde dieser Baustil sowohl in Kanada als auch in den gesamten USA für grobe „adlige“ Wohnstätten in einem freien Renaissancestil in dieser Zeit beliebt. Ein wichtiger Anhänger des jakobethanischen Stils in Großbritannien war T.G. Jackson. Beispiele seiner Tätigkeit findet man in Gebäuden im früheren britischen Empire, wie z. B. dem Rashtrapati Niwas, der Lodge des indischen Vizekönigs in Shimla.